# مخطط ثنائي
في نظرية المخططات في الرياضيات، يكون المخطط أو الرسم البياني ثنائي التجزئة (بالإنجليزية: Bipartite Graph)‏ إذا أمكن تقسيم رؤوسه إلى مجموعتين {\displaystyle U} و{\displaystyle V} حيث يكون أحد رؤوس أي ضلع في {\displaystyle U} والرأس الآخر في {\displaystyle V}. مجموعات الرؤوس {\displaystyle U} و{\displaystyle V} عادة تسمى اجزاء الرسم.

مثال لمخطط ثنائي التجزئة لايحتوي على دارات.

بصيغه أخرى، الرسم ثنائي التجزئة هو الرسم الذي لايحتوي على أي دارات فرديه. أي مجموعتين {\displaystyle U} و {\displaystyle V} ممكن ان تلون بلونين حسب تلوين المخططات عن طريق تلوين رؤوس الجزء {\displaystyle U} بالأزرق مثلا وجميع رؤوس الجزء {\displaystyle V} باللون الأخضر. بالتالي كل ضلع له طرفين بلونين مختلفين وهو المطلوب في مسألة تلوين المخططات. بالمقابل، من المستحيل تلوين أي نوع اخر من المخططات الغير ثنائية التجزئة بلونين فقط. مثال على ذلك تلوين رؤوس المثلث، والتي يمكن تلوين أحد الرؤوس بالأزرق ورأس اخر بالاخضر لكن الراس الثالث مرتبط بالرأسين الازرق والاخضر مما يستحيل تلوينه بأحد هذين اللونين.
بالعادة الرمز {\displaystyle G=(U\cup V,E)} يرمز لمخطط ثنائي التجزئة والذي له التجزئة {\displaystyle U} و {\displaystyle V} في حين المجموعة {\displaystyle E} ترمز لمجموعة اضلاع الرسم. إذا كان المخطط ثنائي التجزئة غير مترابط، فمن الممكن أن يكون له أكثر من تجزئة. في هذه الحالة الرمز {\displaystyle G=(U\cup V,E)} مفيد لتوضيح تجزئة معينه والتي ممكن ان تكون مهمه في تطبيق ما.
إذا كان {\displaystyle |U|=|V|} والذي يعني مجموعتين جزئيتين لهما نفس عدد العناصر (cardinality) فإن {\displaystyle G} تسمى المخطط المتوازن ثنائي التجزئة (balanced bipartite graph). إذا كانت جميع الرؤوس في جانب معين من التجزئة لها نفس الدرجة، فإن {\displaystyle G} تسمى ثنائي منتظم (biregular).

## أمثلة

مخطط ثنائي التجزئة جزء منه يحتوي على 5 رأس والجزء الاخر به 3 رأس.

عند نمذجة العلاقات بين تصنيفين مختلفين من الاشياء فمن الممكن تمثيلها باستخدام المخططات الثنائية التجزئة. على سبيل المثال، مخطط لاعبي كرة القدم والاندية مع وجور ضلع بين لاعب ما ونادي معين في حالة كان اللاعب ينتمي لهذا النادي، وهو مثال بسيط لشبكة الانتماء (affiliation network). هذا النوع من المخططات ثنائية التجزئة التي تستخدم في تحليل الشبكات الاجتماعية. مثال آخر يبين استخدام المخططات ثنائية التجزئة في مسألة نمذجة السكك الحديدية، والتي مدخلاتها هي جدولة القطارات ومحطات وقوفها. الهدف من هذا النموذج هو إيجاد أصغر مجموعة ممكنه من محطات القطارات حيث كل قطار يعبر عالأقل محطة واحدة من مجموعة المحطات المختارة. هذه المسألة ممكن نمذجتها كمخطط ثنائي التجزئة الذي كل رأس بهذا المخطط يمثل محطة قطار وكل ضلع فيه يربط بين محطة الانطلاق والتوقف لقطار ما.
هنا مثال ثالث من المجال الاكاديمي المتعلق بالعملات (numismatics). العملات القديمه تصنع باستخدام طابعين ايجابين من التصاميم (وجة العملة وخلفها). المخطط المستخدم في إنتاج هذه العملات هو مخطط ثنائي التجزئة.

### يوجد العديد من الامثلة النظرية والتي منها
- كل شجرة هي ثنائية التجزئة.[3]
- الرسومات ذو الدارات والتي بها عدد زوجي من الرؤوس هي ثنائية التجزئة.[3]
- كل مخطط مستو الذي جميع أوجهه لها طول زوجي هي ثنائية التجزئة.[9] حالات خاصة من هذا المخطط هو grid graphs وsquaregraphs حيث كل وجه داخلي مكون من 4 أضلاع وكل رأس داخلي له أربعة أو أكثر من الرؤوس المجاورة.[10]
- المخطط المكتمل ثنائي التجزئة والذي به {\displaystyle m} و {\displaystyle n} من الرؤوس، يرمز لهذا المخطط بالرمز {\displaystyle K_{n,m}} هو المخطط الثنائي التجزئة{\displaystyle G=(U\cup V,E)} حيث {\displaystyle U} و {\displaystyle V} هما مجموعات منفصلة من ذو الاحجام {\displaystyle n} و{\displaystyle m} على التوالي. مجموعة أضلاعه {\displaystyle E} تربط كل رأس من {\displaystyle U} مع جميع عناصر {\displaystyle V} . بالتالي عدد اضلاع المخطط {\displaystyle K_{n,m}} هو {\displaystyle n\times m}. نوع قريب جدا من هذا النوع هي crown graphs والمستخلصه من المخطط المكتمل ثنائي التجزئة بحذف أضلاع المطابقة المكتملة (perfect matching).[11]
- hypercube graphs و partial cubes و mediam graphs هي ثنائية التجزئة. في هذه المخططات، ممكن تسمية الرؤوس حسب bitvectors ، بحيث يكون كل رأسين متجاورين إذا وفقط إذا كان bivectors المقابلة مختلف بموضع وحيد فقط.

## خواص المخطط ثنائي التجزئة

### مميزات
المخططات ثنائية التجزئة ممكن ان تميز بعدة طرق مختلفة منها:
- المخطط يكون ثنائي التجزئة إذا وفقط إذا كان لايحتوي على دارة فردية.[12]
- المخطط يكون ثنائي التجزئة إذا وفقط إذا كان 2-colorable (أي أن عدد كروم chromatic number أقل من أو يساوي 2).[4]
- مجموعة القيم الذاتية (spectrum) لمخطط هو متماثل إذا وفقط إذا كان مخطط ثنائي التجزئة.[13]

### الدرجة
لكل رأس {\displaystyle v} عدد من الرؤوس المجاورة له وهذا العدد هو درجة الرأس والتي يرمز له بالرمز {\displaystyle deg(v)} . معادلة مجموع درجات رؤوس المخطط ثنائي التجزئة هي
{\displaystyle \sum _{v\in V}deg(v)=\sum _{u\in U}deg(u)=|E|.}
متتابعة الدرجة لمخطط ثنائي التجزئة هي متتابعتين مرتبة تحتوي على درجات رؤوس {\displaystyle U} و {\displaystyle V} . على سبيل المثال في المخطط المكتمل ثنائي التجزئة {\displaystyle K_{3,5}} له متتابعة الدرجة {\displaystyle (5,5,5)} و {\displaystyle (3,3,3,3,3)}. المخططات ثنائية التجزئة الاحادية التشاكل لها نفس متتابعة الدرجات، لكن بالمقابل متتابعة الدرجات بصفة عامة ليست مرتبطة بشكل خاص لمخطط ثنائي تجزئة معين. في بعض الحالات من الممكن أن تكون المخططات ثنائية التجزئة الغير احادية التشاكل لها نفس متتابعة الدرجة.
مسألة bipartite realization problem هي مسألة إيجاد مخطط ثنائي التجزئة بسيط له متتابعة درجات تكون قائمتين معطاه من الاعداد الطبيعية.